# 深谷駅

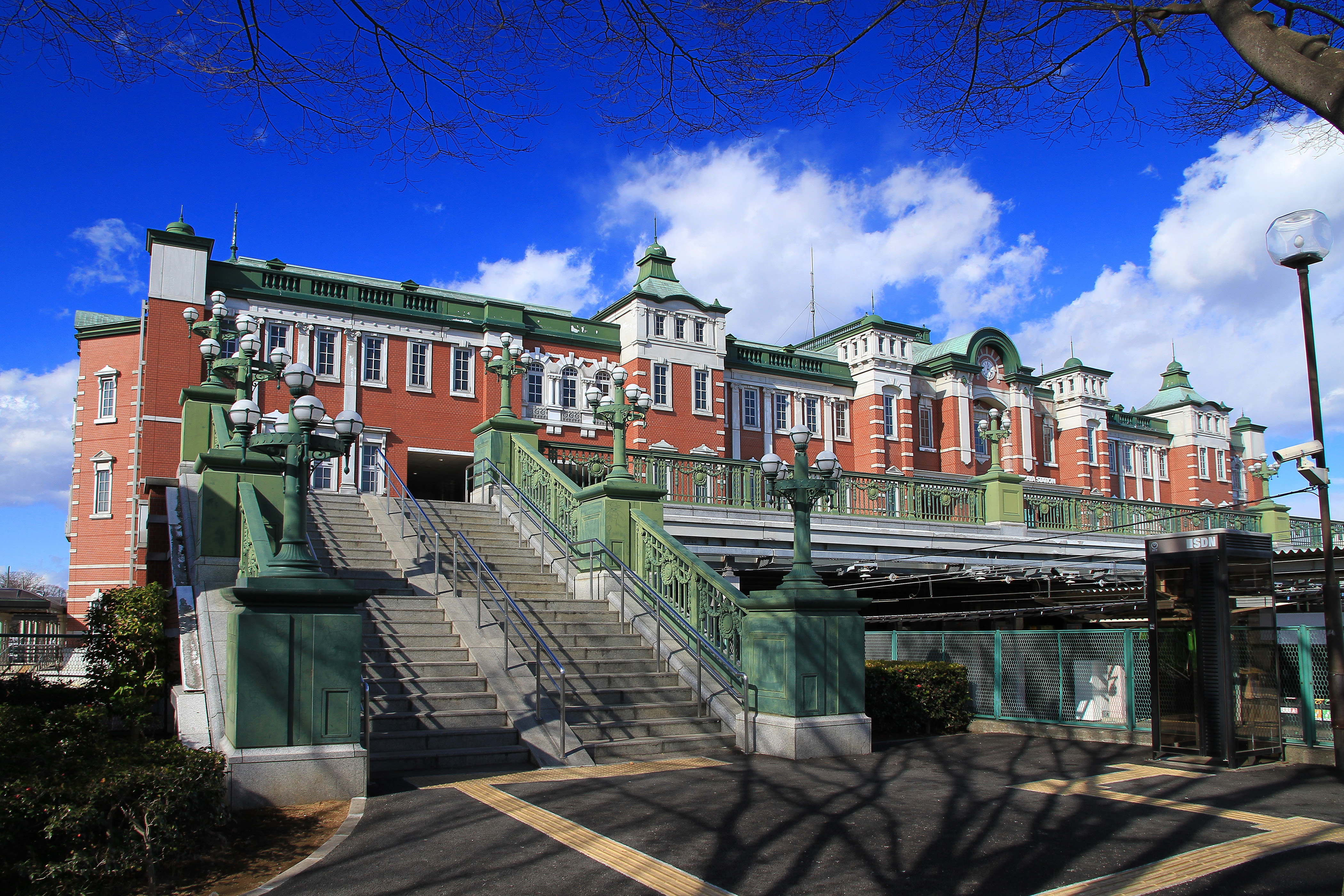
南口（2013年1月）

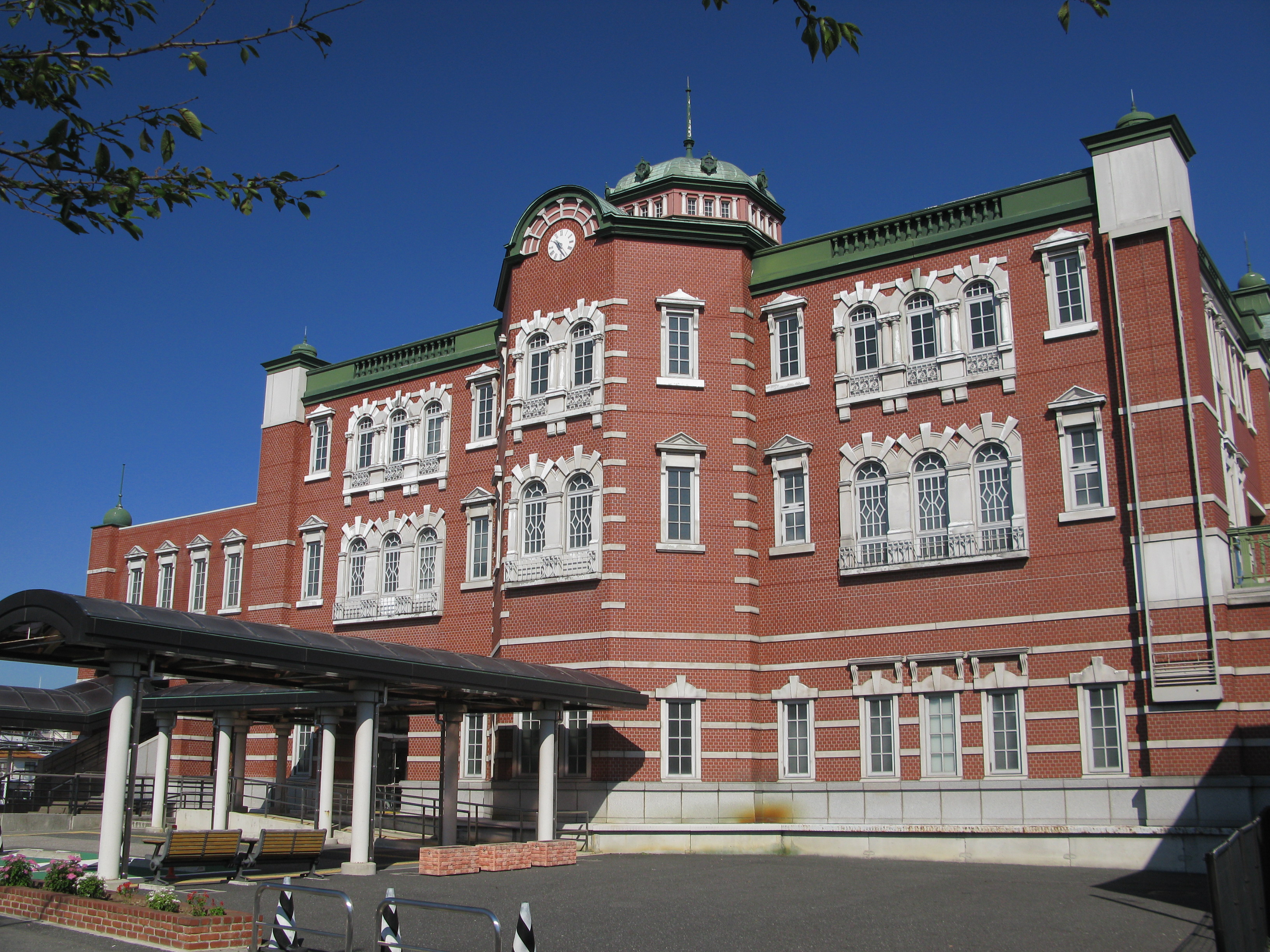
南側（2012年10月）

深谷駅（ふかやえき）は、埼玉県深谷市西島町三丁目にある、東日本旅客鉄道（JR東日本）高崎線の駅である。
関東の駅百選に選定されている。
2006年以前は旧・深谷市内にある唯一の旅客駅だった。

## 歴史
- 1883年（明治16年）10月21日：日本鉄道の駅として開業[1][2]。
- 1895年（明治28年）7月：日本煉瓦製造の専用鉄道線が敷設される[4]。
- 1906年（明治39年）11月1日：買収により国有化される[2]。
- 1909年（明治42年）10月12日：線路名称設定により高崎線の駅となる。
- 1966年（昭和41年）9月3日：深谷市を地盤にしていた衆議院議員の荒舩清十郎が、運輸大臣在任時に当駅を急行停車駅に追加させたことが表面化[5]。政治問題化し、荒舩は就任2ヶ月で大臣を辞任した（鉄道と政治#停車駅争奪戦・追加運動・臨時停車など、荒舩清十郎#来歴・人物も参照のこと）。なお、急行停車はその後も続き、特急に格上げされてからも引き続き停車駅になっている。ただ特急草津は当駅を通過している。

- 1975年（昭和50年）3月31日：日本煉瓦製造の専用線廃止。
- 1982年（昭和57年）11月15日：貨物の取り扱いを廃止[2]
- 1985年（昭和60年）3月14日：荷物扱い廃止[2]。
- 1986年（昭和61年）3月17日：みどりの窓口営業開始[6]。
- 1987年（昭和62年）4月1日：国鉄分割民営化に伴い、東日本旅客鉄道（JR東日本）の駅となる[2]。同時に旅行センター開設[7]。
- 1996年（平成8年）7月10日：橋上駅舎に改築。東京駅が深谷産の煉瓦を使用していることにあやかり、東京駅を模して改築された[8]。同時に自動改札機の使用を開始する[9]。
- 1999年（平成11年）：関東の駅百選に選定される。
- 2001年（平成13年）11月18日：ICカード「Suica」の利用が可能となる[広報 1]。
- 2016年（平成28年）3月10日：早朝無人化[10]。
- 2018年（平成30年）4月23日：業務委託化。深谷駅長・助役を廃止し、本庄駅長管理下となる。
- 2023年（令和5年）10月31日：みどりの窓口の営業を終了[3]。

## 駅構造
高崎支社所属熊谷統括センター管轄本庄駅管理で、JR東日本ステーションサービスが駅業務を受託する業務委託駅である。
単式ホーム1面1線と島式ホーム1面2線、計2面3線のホームを持つ地上駅で、橋上駅舎を有している。また、留置線が2線ある。かつては1番線と2番線の間に中線が存在していたが、現在は撤去されている。
ホーム有効長は15両編成に対応しており、朝の当駅始発の列車およびダイヤが乱れた場合に岡部駅または本庄駅で折り返す列車は15両編成で発着する。高崎線で運行される15両編成の普通列車・快速列車は、前述の列車を除きすべて籠原駅で連結・切り離しを行う。2017年度末までは、1番線の有効長は14両で、普通・快速列車では10両編成のみ入線が可能だった。
原則として上り列車が1番線、下り列車が2番線を使用するが、3番線は臨時用の下り待避線となっている。この3番線は大宮方面への折り返しにも対応しており、朝6時半の上野行きと7時過ぎの新宿方面行き（湘南新宿ライン）が使用する。なお高崎方面からの上り列車は待避ができない。
2006年（平成18年）4月1日から、発車メロディが深谷ねぎのイメージソング『おねぎのマーチ』に変更された。
自動券売機・多機能券売機・指定席券売機・自動改札機を設置している。2016年3月10日より、早朝は遠隔対応のため改札係員は不在となり、一部の自動券売機のみ稼働する。橋上と1番線ホームに冷暖房付きの待合室を有し、橋上には市民ギャラリーや市民サービスセンター、NewDaysなどがある。かつては1番線ホーム上に駅そば店もあった。
改装された現在の駅舎は東京駅丸の内駅舎（赤レンガ駅舎）をモチーフにしたデザインで、「ミニ東京駅」とも呼ばれる。これは、大正時代に竣工した東京駅丸の内駅舎の建築時、深谷に所在する日本煉瓦製造で製造された煉瓦が70 km以上離れた東京駅まで鉄道輸送されて使われた史実に因む。ただし、この深谷駅舎自体はレンガ構造ではなく、コンクリート壁面の一面にレンガ風のタイルを貼ることによって東京駅に似せている。これはレンガが線路上に剥落する可能性が指摘されたためである。本物のレンガではないものの夜間ライトアップ時を含めて人気は高く、撮影する地元利用者や遠方から訪れる鉄道ファン・観光客が絶えない。改築時には約35億円が投じられた。1994年（平成6年）8月着工、1996年（平成8年）7月10日の始発列車から供用を開始した。鉄骨造り3階建てで、駅施設部分は約1200平方メートル、このほかに深谷市の行政施設として約1800平方メートルが充てられている。

### のりば
| 番線 | 路線             | 方向 | 行先                       | 備考            |
| ---- | ---------------- | ---- | -------------------------- | --------------- |
| 1    | ■ 高崎線         | 上り | 大宮・東京・新宿・横浜方面 | 一部列車は3番線 |
| 1    | ■ 湘南新宿ライン | 上り | 大宮・東京・新宿・横浜方面 | 一部列車は3番線 |
| 1    | ■ 上野東京ライン | 上り | 大宮・東京・新宿・横浜方面 | 一部列車は3番線 |
| 2・3 | ■ 高崎線         | 下り | 高崎・前橋・水上方面       |                 |

（出典：JR東日本:駅構内図）
- 3番線は朝の当駅始発上り列車が使用する。
- 湘南新宿ラインの列車は新宿駅を経由して大船駅から、上野東京ラインの列車は上野駅を経由して東京駅から東海道線へ直通する。

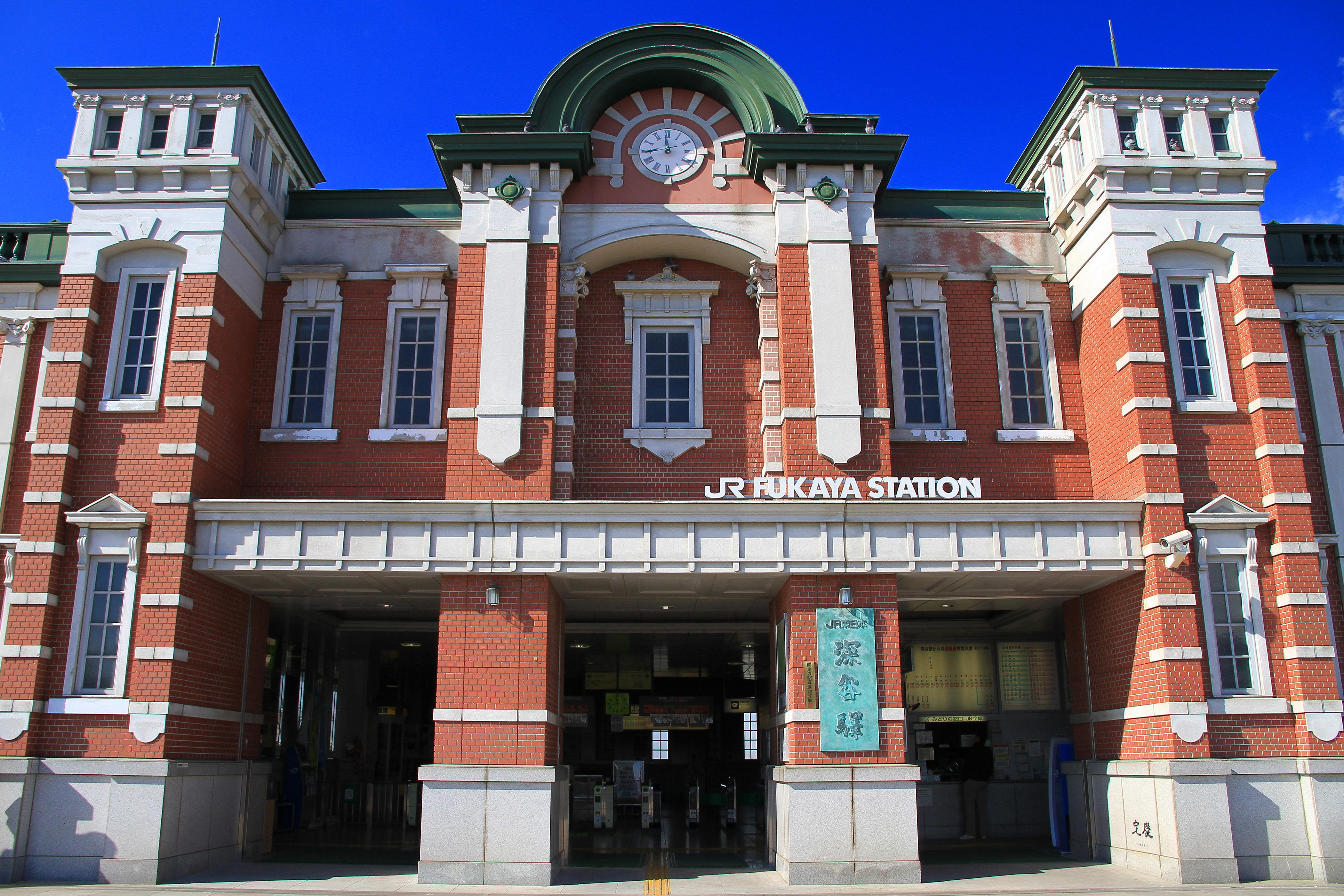
正面出入口（2013年1月）
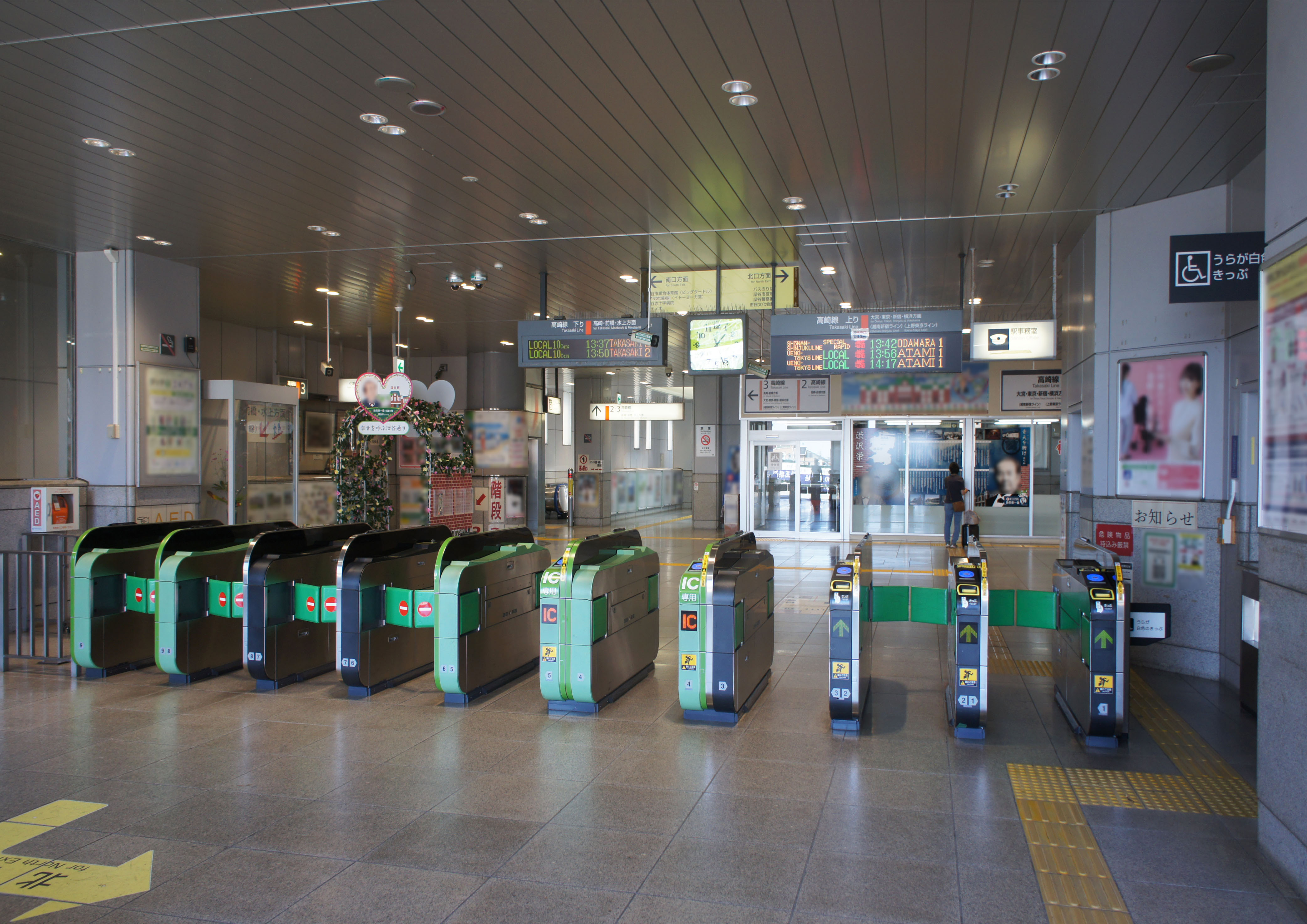
改札口（2021年10月）
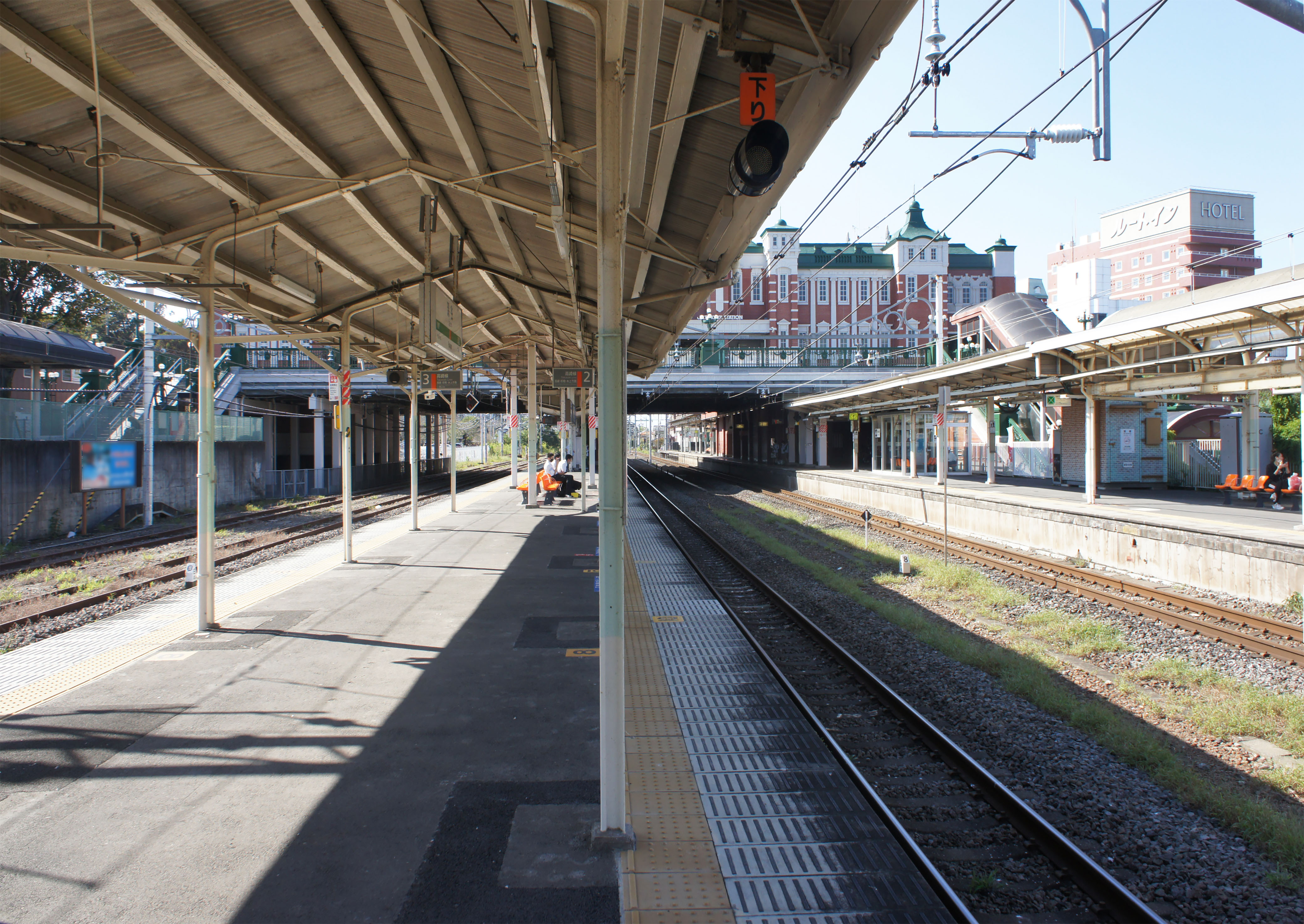
ホーム（2021年10月）

## 利用状況
2023年度（令和5年度）の1日平均乗車人員は8,862人である。
1966年度（昭和41年度）以降の1日の平均乗車人員の推移は以下の通りである。
| 年度               | 1日平均 乗車人員 | 出典     |
| ------------------ | ---------------- | -------- |
| 1966年（昭和41年） | 11,122           |          |
| 1967年（昭和42年） | 11,395           |          |
| 1968年（昭和43年） | 12,217           |          |
| 1969年（昭和44年） | 11,726           |          |
| 1970年（昭和45年） | 10,392           |          |
| 1971年（昭和46年） | 10,547           |          |
| 1972年（昭和47年） | 10,571           |          |
| 1973年（昭和48年） | 10,434           |          |
| 1974年（昭和49年） | 10,614           |          |
| 1975年（昭和50年） | 10,722           |          |
| 1976年（昭和51年） | 11,142           |          |
| 1977年（昭和52年） | 11,026           |          |
| 1978年（昭和53年） | 11,053           |          |
| 1979年（昭和54年） | 10,807           |          |
| 1980年（昭和55年） | 10,688           |          |
| 1981年（昭和56年） | 10,735           |          |
| 1982年（昭和57年） | 10,299           |          |
| 1983年（昭和58年） | 9,892            |          |
| 1984年（昭和59年） | 10,203           |          |
| 1985年（昭和60年） | 10,659           |          |
| 1986年（昭和61年） | 10,831           |          |
| 1987年（昭和62年） | 11,145           |          |
| 1988年（昭和63年） | 11,350           |          |
| 1989年（平成元年） | 12,444           |          |
| 1990年（平成02年） | 12,425           |          |
| 1991年（平成03年） | 12,711           |          |
| 1992年（平成04年） | 12,551           |          |
| 1993年（平成05年） | 12,586           |          |
| 1994年（平成06年） | 12,531           |          |
| 1995年（平成07年） | 12,527           |          |
| 1996年（平成08年） | 12,739           |          |
| 1997年（平成09年） | 12,319           |          |
| 1998年（平成10年） | 11,731           |          |
| 1999年（平成11年） | 11,220           | [ * 1 ]  |
| 2000年（平成12年） | 10,844           | [ * 2 ]  |
| 2001年（平成13年） | 10,625           | [ * 3 ]  |
| 2002年（平成14年） | 10,387           | [ * 4 ]  |
| 2003年（平成15年） | 10,209           | [ * 5 ]  |
| 2004年（平成16年） | 9,869            | [ * 6 ]  |
| 2005年（平成17年） | 9,789            | [ * 7 ]  |
| 2006年（平成18年） | 9,808            | [ * 8 ]  |
| 2007年（平成19年） | 10,055           | [ * 9 ]  |
| 2008年（平成20年） | 10,285           | [ * 10 ] |
| 2009年（平成21年） | 10,312           | [ * 11 ] |
| 2010年（平成22年） | 10,402           | [ * 12 ] |
| 2011年（平成23年） | 10,273           | [ * 13 ] |
| 2012年（平成24年） | 10,161           | [ * 14 ] |
| 2013年（平成25年） | 10,235           | [ * 15 ] |
| 2014年（平成26年） | 9,832            | [ * 16 ] |
| 2015年（平成27年） | 9,972            | [ * 17 ] |
| 2016年（平成28年） | 9,951            | [ * 18 ] |
| 2017年（平成29年） | 10,051           | [ * 19 ] |
| 2018年（平成30年） | 10,118           | [ * 20 ] |
| 2019年（令和元年） | 10,013           | [ * 21 ] |
| 2020年（令和02年） | 7,050            |          |
| 2021年（令和03年） | 7,890            |          |
| 2022年（令和04年） | 8,537            |          |
| 2023年（令和05年） | 8,862            |          |

## 駅周辺

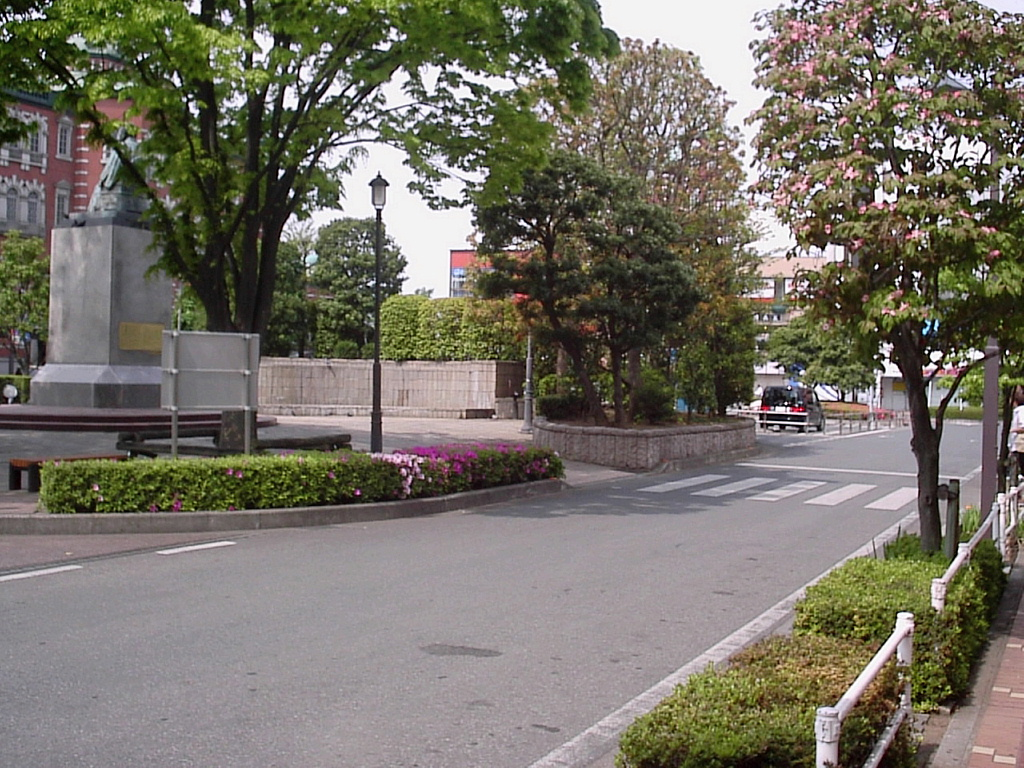
北口駅前

北口には深谷出身である渋沢栄一（日本煉瓦製造会社の設立など日本近代産業の指導者）の像が鎮座する。また現在の橋上駅舎以前の旧駅舎があった場所の周辺は花壇として整備されている。
北口側と比べると南口側の駅前広場は広くなく、高崎方より、タクシー用ロータリー、一般道路（市道）に面しておもいやり駐車場およびくるリンのりば、小規模商業施設、一般車・バス用ロータリーが分散して配置されている。
- 唐沢川 - 桜の名所
- 深谷市役所
- 深谷郵便局
  - ゆうちょ銀行深谷店
- ホテルルートイン深谷駅前
- 埼玉グランドホテル深谷
  - 埼玉グランドホテル深谷内郵便局
- 深谷相生郵便局
- 国道17号
- 正智深谷高等学校
- 東和銀行 深谷支店
- 群馬銀行 深谷支店
- 足利銀行 深谷支店
- 埼玉りそな銀行 深谷支店
- 武蔵野銀行 深谷支店

## バス路線

### 北口発
- 県北都市間路線代替バス（武蔵観光に受託）
  - 寄居車庫 行き
- 深谷観光バス 深谷北-籠原北路線
  - FK2：深谷大里看護専門学校 行き
  - FK3・FK8：深谷日赤 行き
  - FK7：籠原駅北口 行き
- 深谷市くるリン 定時定路線バス
  - <1. 北部シャトル便＋周遊便>（深谷観光バスに委託）
    - 旧渋沢邸「中の家」 行き
    - 深谷大里看護専門学校 行き
    - 深谷駅北口 行き（周遊）

  - <2. 東部シャトル便> 深谷駅南口 行き（花園観光バスに委託）

寄居車庫行きの停留所名は「深谷駅」、くるリン及び深谷観光の停留所名は「深谷駅北口」。それぞれロータリー内の別々の場所を発着

### 南口発
- 深谷市くるリン定時定路線バス（花園観光バスに委託）
  - <2. 東部シャトル便> 深谷駅北口 行き
  - <3. 西部シャトル便> 岡部駅 行き
  - <4. 南部シャトル便> 武川駅北口 行き
- Ario深谷シャトルバス（無料、深谷観光バスに委託）

停留所名はいずれも「深谷駅南口」。くるリンは中央付近にある専用乗降場、Arioシャトルは東京方のロータリー内を発着。

## 隣の駅
東日本旅客鉄道（JR東日本）
■高崎線
- 特急「あかぎ」停車駅

■特別快速・■快速（「アーバン」を含む）・■普通
籠原駅 - 深谷駅 - 岡部駅

### 記事本文